# Константинидис, Коста
Ко́ста Константини́дис (греч. Κώστας Κωνσταντινίδης, англ. Costa Constantinides; род. 7 января 1975, Астория, Куинс, Нью-Йорк, США) — американский политик-демократ греческого происхождения, член городского совета города Нью-Йорк от 22-го избирательного округа (с 2014 года). Первый греко-кипрский американец, избранный в городской совет города Нью-Йорк. Член Американо-греческого прогрессивного просветительского союза (AHEPA).

## Жизнь и карьера
Родился 7 января 1975 года в Астории (Куинс, Нью-Йорк, США) в семье греков. Посещал местные государственные школы № 84 и 122, а также государственную среднюю школу имени Уильяма К. Брайанта.
Окончил Куинс-колледж при городском университете Нью-Йорка со степенью бакалавра гуманитарных наук (B.A.) «с почётом» в области политической науки и истории, а также Школу права имени Бенджамина Н. Кардосо со степенью доктора права (J.D.).
В октябре 2012 года член Ассамблеи штата Нью-Йорк Аравелла Симотас убедила ряд должностных лиц Нью-Йорка, в том числе общественного адвоката города Билла Де Блазио и Косту Константинидиса, а также некоторые либеральные группы, выразить публичный протест в отношении представителей выступающей против нелегальной иммиграции политической партии «Золотая заря» (Греция), организовавших встречу в Куинсе. Симотас выступила с заявлением о том, что антииммигрантский посыл не приветствуется в её общине, выразив своё негодование по этому поводу и сославшись на то, что она сама является иммигранткой.
С 2014 года является членом городского совета города Нью-Йорк и адвокатской палаты штата Нью-Йорк.
Ранее был помощником по вопросам законодательства членов городского совета города Нью-Йорк Дарлин Мили и Джеймса Ф. Дженнаро, а также заместителем начальника канцелярии последнего.

## Городской совет города Нью-Йорка

### Участие в комитетах
- Комитет по вопросам охраны окружающей среды (председатель);
- Комитет по вопросам государственной службы и труда;
- Комитет по контрактам;
- Комитет по делам культуры;
- Комитету по надзору и расследованиям;
- Комитет по вопросам санитарии;
- Комитет по вопросам транспортировки[3].

## Личная жизнь
Проживает с супругой Лори и сыном Николасом в Астории.
Владеет греческим языком.